# Stauffer Bluff
Das Stauffer Bluff ist ein Felsenkliff im westantarktischen Marie-Byrd-Land. Es ragt an der Nordostseite des Mount Takahe auf.
Der United States Geological Survey kartierte es anhand eigener Vermessungen und Luftaufnahmen der United States Navy aus den Jahren von 1959 bis 1966. Das Advisory Committee on Antarctic Names benannte es 1967 nach dem Schweizer Geophysiker Bernhard Stauffer (* 1938), der in zwei Sommerkampagnen zwischen 1968 und 1970 im Rahmen des United States Antarctic Research Program auf der Byrd-Station tätig war.